# Simon Archer
Simon Archer (född 27 juni 1973) är en brittisk idrottare som tog brons i badminton tillsammans med Joanne Goode vid olympiska sommarspelen 2000 i Sydney.